# Dijkema's polder
De Dijkema's polder is een voormalig waterschap in de Nederlandse provincie Groningen.
De polder lag even ten zuiden van de molen de Meervogel aan de Meedenweg van Garrelsweer. Tegenwoordig maakt het gebied deel uit van het natuurgebied Hoeksmeer. Het lag op de locatie van het huidige meer.
De polder had een molentje dat uitsloeg op het Katerhalstermaar (door Geertsema de Katerhals genoemd) die aan de noordkant van het schap stond. Dit maar was de hoofdader van de Noorder Hoeksmeersterpolder. De Dijkema's polder was dus feitelijk een onderbemaling (een bemaling binnen een bemalen gebied).
De polder had slechts één ingeland. Wie dat was, meldt Geertsema niet in zijn standaardwerk De zeeweringen, waterschappen en polders in de provincie Groningen, maar dat het dezelfde persoon zal zijn als de ingeland van de Noordelijke Dijkema's polder, die aan de overzijde van de Katerhals lag is zeer waarschijnlijk.
Waterstaatkundig gezien ligt het gebied sinds 2000 binnen dat van het waterschap waterschap Noorderzijlvest.